# Ctenocella moniliformis
Ctenocella moniliformis är en korallart som först beskrevs av Jean-Baptiste Lamarck 1816.  Ctenocella moniliformis ingår i släktet Ctenocella och familjen Ellisellidae. Inga underarter finns listade i Catalogue of Life.